# Großsteingrab Nesenitz

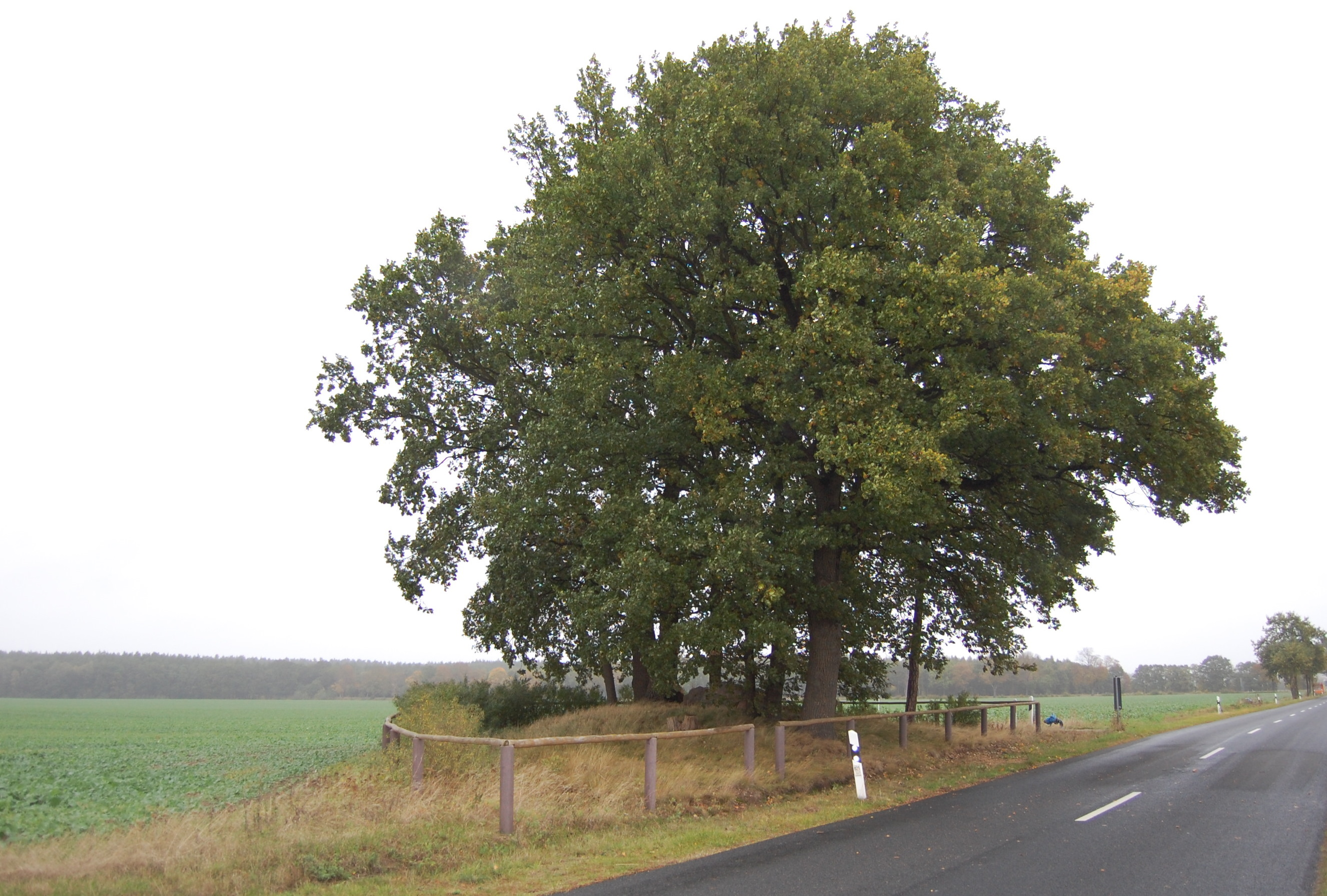
Lage an der Straße

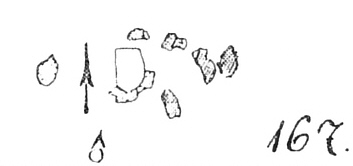
Grundriss des Grabes Nesenitz nach Krause/Schoetensack

Das Großsteingrab Nesenitz ist eine megalithische Grabanlage der jungsteinzeitlichen Tiefstichkeramikkultur in der Nähe des zur Stadt Klötze gehörenden Dorfes Nesenitz in der Altmark in Sachsen-Anhalt.

## Lage
Das Großsteingrab liegt etwa 1,2 Kilometer östlich von Nesenitz an einem kleinen nach Nordwest ausgerichteten Hang. Unmittelbar südlich der Anlage führt die Straße von Nesenitz nach Klötze entlang.

## Forschungsgeschichte
Das Grab wurde erstmals 1843 durch Johann Friedrich Danneil beschrieben. In den 1890er Jahren führten Eduard Krause und Otto Schoetensack eine erneute Aufnahme der Großsteingräber der Altmark durch. 2003–04 erfolgte eine weitere Aufnahme und Vermessung aller noch existierenden Großsteingräber der Altmark als Gemeinschaftsprojekt des Landesamts für Denkmalpflege und Archäologie Sachsen-Anhalt, des Johann-Friedrich-Danneil-Museums Salzwedel und des Vereins „Junge Archäologen der Altmark“.

## Beschreibung
Das nur verhältnismäßig schlecht erhaltene Grab ist wahrscheinlich als Großdolmen mit Umfassung anzusehen. Der Grabhügel ist unregelmäßig rundlich und erreicht eine Höhe von einem Meter. Von der in West-Ost-Richtung ausgerichteten Grabkammer sind noch fünf Wand- und zwei Decksteine erhalten. Der größte Deckstein hat eine Größe von 2 Meter Länge, 1,3 Meter Breite und 0,7 Meter Stärke. Die Kammer selbst ist zumindest 4 Meter lang und 1,9 Meter breit. Die ursprünglich bestehende Grabeinfassung ist nicht mehr erhalten, so dass Größe und Orientierung vor Ort nicht mehr nachvollzogen werden können. Der die Anlage 1843 untersuchende Johann Friedrich Danneil gab die Außenmaße des damals noch vorhandenen Hünenbettes mit 7,5 m Länge und 3,3 m Breite an.
Der westliche Deckstein weist drei Schälchen mit einem Durchmesser von fünf Zentimeter bei einer Tiefe von bis zu einem Zentimeter auf.

## Geschichte
Die Entstehung der Grabanlage erfolgte etwa im Zeitraum zwischen 3500 und 3000 vor unserer Zeitrechnung. Wie auch bei vielen anderen Großsteingräbern der Altmark und anderer Regionen wurde die Anlage in der Neuzeit beschädigt, um Baumaterial zu gewinnen und Hindernisse beim Ackerbau zu beseitigen. Von den ursprünglich über 200 Großsteingräbern der Altmark blieben nur 48 in Resten erhalten. In den 1990er Jahren versuchte eine Steinmetzfirma aus Niedersachsen illegal einen Deckstein des Nesenitzer Großsteingrabes mittels eines Kranes zu entwenden. Von einem Bürger zur Rede gestellt, floh der Kranführer. Die weitere Zerstörung der Anlage konnte so verhindert werden. Der Fall wurde strafrechtlich verfolgt.